# Seßlach
Seßlach är en stad i Landkreis Coburg i Regierungsbezirk Oberfranken i förbundslandet Bayern i Tyskland.